# Chronologie de l'invasion de l'Ukraine par la Russie (janvier 2024)
Pour un article plus général, voir Invasion de l'Ukraine par la Russie.
Cet article fait partie de la chronologie de l'invasion de l'Ukraine par la Russie et présente une chronologie des événements clés de ce conflit durant le mois de janvier 2024.
Pour les événements précédents, voir Chronologie de l'invasion de l'Ukraine par la Russie (décembre 2023).
Pour les événements suivants, voir Chronologie de l'invasion de l'Ukraine par la Russie (février 2024).

## Chronologie des évènements

### 1erjanvier
Quatre-vingt-dix drones de type Shaed ont été envoyés sur l'Ukraine.
Les Forces armées russes annoncent le déploiement opérationnel du tout nouveau radar de contrebatterie 1K148E Yastreb-AV en Ukraine. Un exemplaire est toutefois détruit par l'Ukraine le lendemain.

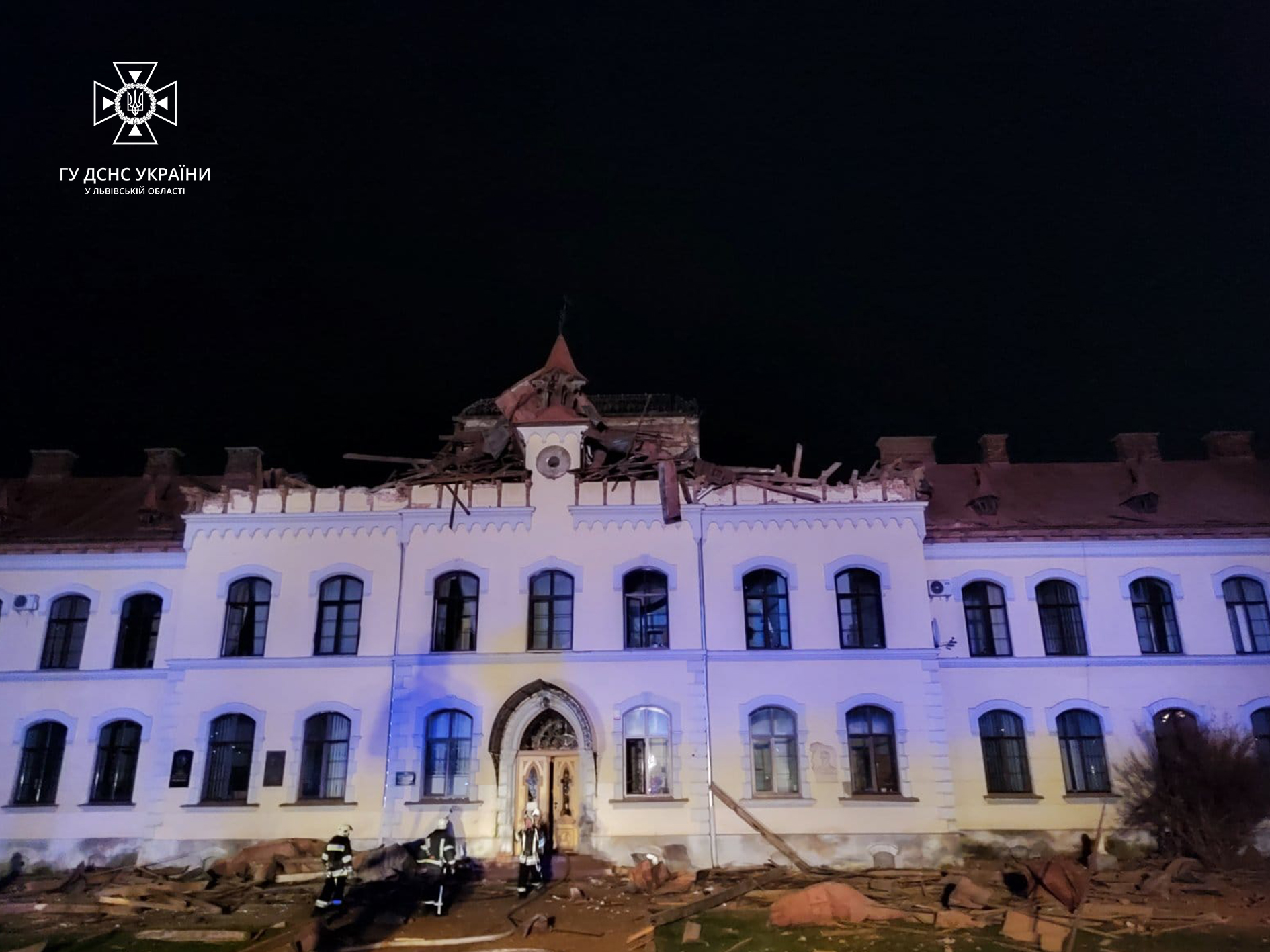
Le bâtiment de l'Université nationale de gestion de la nature de Lviv a été touché.

### 2 janvier
Des frappes russes ont touché les villes de Kharkiv et Kyïv privant plus de deux-cent-cinquante-mille personnes d'électricité.
Le ministère de la Défense russe reconnait avoir bombardé accidentellement le village de Petropavlovka (ru), situé à 150 kilomètres de l'Ukraine, dans l'oblast de Voronej,.
Un tout nouveau radar de contrebatterie 1K148E Yastreb-AV russe situé à 31 kilomètres des lignes de front ukrainiennes et à 58 kilomètres à l'est de Kherson est détruit par des roquettes de M142 HIMARS ou de M270 MLRS ukrainiens,,,,.

### 3 janvier
Deux-cent-quarante-huit militaires russes et plus de deux-cents prisonniers ukrainiens ont été échangés sous l'égide des Émirats arabes unis. C'est le quarante-neuvième échange depuis le début de la guerre et le premier depuis des mois.
L'état-major indique que l'armée ukrainienne avance dans le secteur de Verbove (raïon de Polohy) et qu'elle tient fermement les positions à Avdiïvka

### 4 janvier
Le ministère de la Défense russe affirme que les forces ukrainiennes ont tiré 10 missiles sur la Crimée et 10 sur Belgorod, qui ont tous été abattus.
L'Allemagne livre des systèmes de défense antiaérienne : un radar TRML-4D, trente drones de surveillance et des missiles IRIS-T, un Skyshield.
Selon les renseignements militaires ukrainiens, un bombardier Su-34 a été incendié sur la base aérienne de Tcheliabinsk, située non loin des monts Oural (à 1500 km à l'est de Moscou), par un saboteur ukrainien.

### 5 janvier
Les services de renseignement militaires ukrainiens affirment avoir lancé un raid transfrontalier dans le raïon de Graïvoron, dans l'oblast de Belgorod, en Russie.

### 6 janvier
La Russie affirme avoir abattu quatre missiles ukrainiens au-dessus de la Crimée, tandis que l'armée de l’air ukrainienne affirme avoir mené une frappe aérienne sur la base aérienne de Saki, située dans le sud-ouest de la Crimée,,.
Vadim Filachkine, gouverneur de la région de Donetsk affirme que des missiles russes S-300, ont frappé Pokrovsk (oblast de Donetsk), et Rivne (nord-ouest de l'Ukraine), tuant onze personnes et en blessant huit autres.
Les services de renseignement ukrainiens affirment avoir détruit un pont ferroviaire partiellement construit, des camions-citernes et d'autres engins de chantier à l'aide d’une frappe de missile à Hranitne (uk), près de Marioupol
Les unités ukrainiennes formant des têtes de pont de la rive gauche du Dnipro, dans le secteur de Kherson ont subi 18 assauts infructueux.

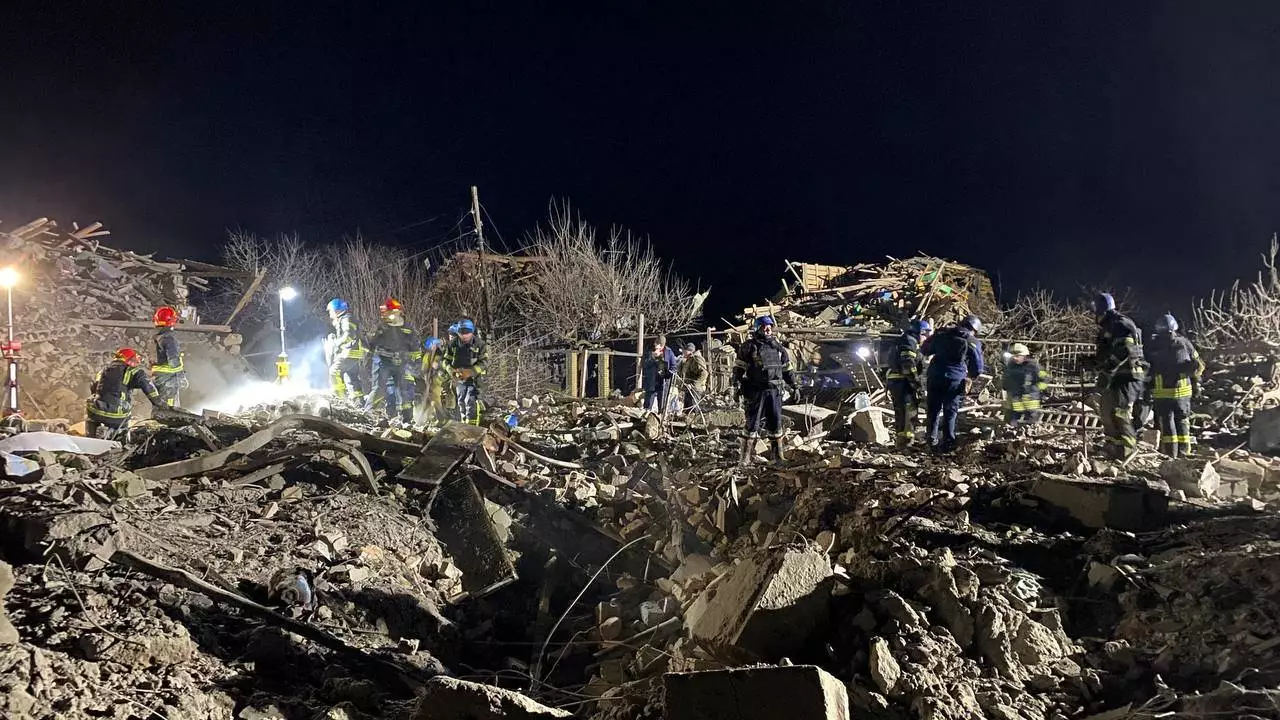
Attaque du raïon de Pokrovsk

### 7 janvier
Le poète ukrainien Maksym Kryvtsov (en) est tué au combat,.
Le renseignement militaire ukrainien affirme avoir pris environ 100 Go de données classifiées d'une valeur de 1,5 milliard de dollars au fabricant russe de drones Special Technology Center, basé à Saint-Pétersbourg qui produit des drones de reconnaissance (Orlan-10, Orlan-30 (ru)) , des systèmes de guerre électronique et d'autres outils utilisés par l'armée russe.
- Usage d'un « Orlan-10 » guidant des tirs de 2S19M2 « Msta-S » par la 30e brigade d’artillerie sur un terrain d'entraînement en Bouriatie, district fédéral extrême-oriental, Russie

### 8 janvier
Un avion de l'armée de l'air russe a accidentellement largué une ogive FAB-250 au-dessus de Roubijné, dans l'oblast de Louhansk occupé par la Russie.
59 missiles et drones russes ont été lancés contre l'Ukraine dans la nuit à partir de la Russie et de la Crimée :
- 8 drones kamikazes Shahed 136/131 lancés du raïon de Primorsko-Akhtarsk
- 7 missiles S-300/S-400 lancés de l'oblast de Belgorod
- 4 missiles balistiques Kh-47M2 Kinjal lancés par quatre avions MiG-31K des raïons de Riazan et Tambov
- 24 missiles de croisière Kh-101/Kh-555/Kh-55 lancés par 11 bombardiers stratégiques Tu-95MS des environs d'Engels
- 8 missiles de croisière Kh-22 lancés par des bombardiers Tu-22M3 de l'oblast de Belgorod
- 6 missiles balistiques Iskander-M tirés des environs de Djankoï, située dans la partie septentrionale de la Crimée
- 2 missiles antinavires Kh-31P tirés d'avions tactiques de l'oblast de Belgorod

3 800 cibles aériennes russes auraient été abattues en 2023 : 
- 887 missiles de croisière
- 15 missiles aérobalistiques Kh-47M2 Kinjal
- 41 autres missiles balistiques
- 2 691 drones Shahed 131/Shahed 131
- 35 drones Lancet
- 131 drones Orlan et autres.

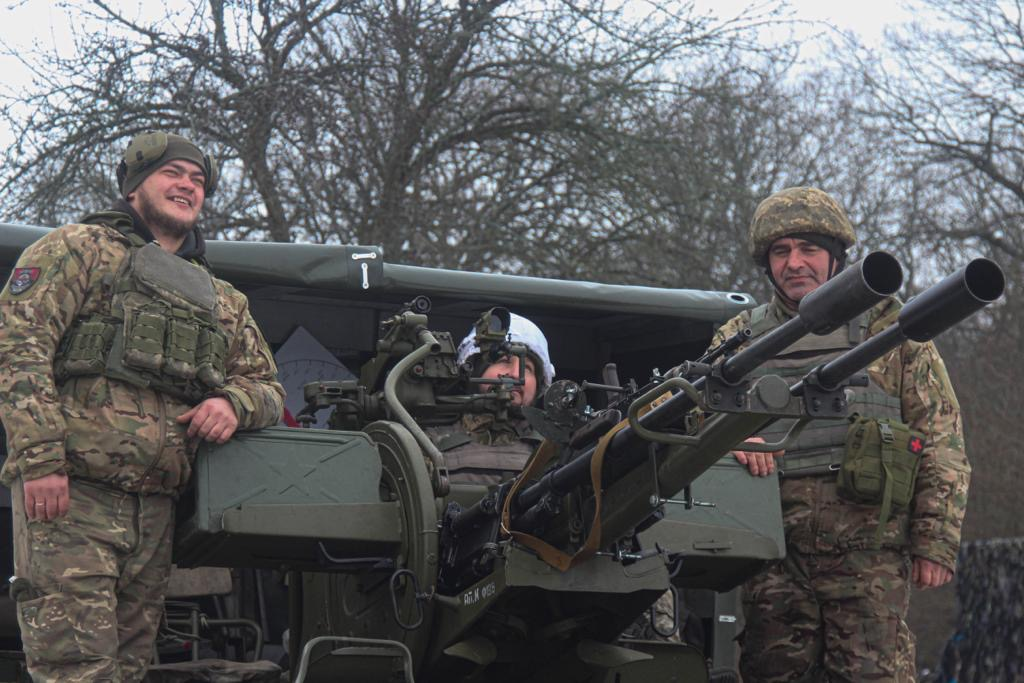
Un groupe de tir mobile du 32e régiment de la Garde nationale de l'Ukraine, chargé de la chasse des drones et des missiles de croisière russes

### 9 janvier
Le groupe de pirates informatiques ukrainien Blackjack, mène une cyberattaque contre le fournisseur d'accès Internet moscovite M9 Telecom
L'Ukraine indique avoir abattu un drone iranien Shahed 238 équipé d'un moteur à réaction Dwigong chinois.
Le gouverneur de l'oblast d'Orel (ru) Andreï Klychkov (ru) affirme qu'un drone kamikaze ukrainien aurait frappé le dépôt pétrolier d'Orelnefteprodukt, et qu'un autre aurait frappé le bâtiment d’un fournisseur d'énergie local, Oryolenergo,,.

### 10 janvier
Environ 120 localités des oblasts de Tchernihiv, Soumy, Kharkiv, Louhansk, Donetsk, Oblast de Zaporijjia, Dnipropetrovsk, Kherson et Mykolaïv ont été bombardées par l'artillerie russe durant les dernières vingt-quatre heures.
Deux drones ukrainiens auraient attaqué la base aérienne d'Engels, oblast de Saratov, en Russie, sans faire de dommages.
Des images satellite confirment que la base aérienne de Saki, située dans le sud-ouest de la Crimée, a été touchée le 6 janvier lors de l'attaque ukrainienne.

### 11 janvier
La Russie affirme avoir abattu trois drones au-dessus des oblasts de Rostov, de Toula et de Kalouga.

### 12 janvier
Selon les services de renseignement du ministère de la Défense britannique les pertes matérielles russes situées sur la rive gauche du Dnipro sont importantes, notamment dans le secteur de Krynky, oblast de Kherson, car les drones FPV (First Person View) (vue à la première personne) et non sur des écrans externes, bien utilisés avec l'artillerie détruisent un grand nombre de véhicules russes.
L'armée ukrainienne a progressé de 500 mètres près de Verbove (raïon de Polohy), dans l'oblast de Zaporijjia.
Une dizaine de milliers de soldats russes sont en renfort dans le secteur de Marioupol
Le Premier ministre britannique Rishi Sunak est en visite à Kyïv

### 13 janvier
Le ministre français des Affaires étrangères, Stéphane Séjourné, qui est actuellement à Kyïv, a encouragé les entreprises françaises de défense à investir en Ukraine,

### 14 janvier
Selon le colonel ukrainien Oleksandr Shtupun, les Russes ont déployé environ 40 000 hommes, répartis en profondeur, pour prendre Avdiïvka, oblast de Donetsk
L'armée de l’air ukrainienne aurait abattu un AWACS Beriev A-50 et endommagé un Iliouchine Il-22 au-dessus de la mer d'Azov, ce dernier atterrissant en urgence sur l'aéroport d'Anapa, kraï de Krasnodar, en Russie,,.

Un Beriev A-50
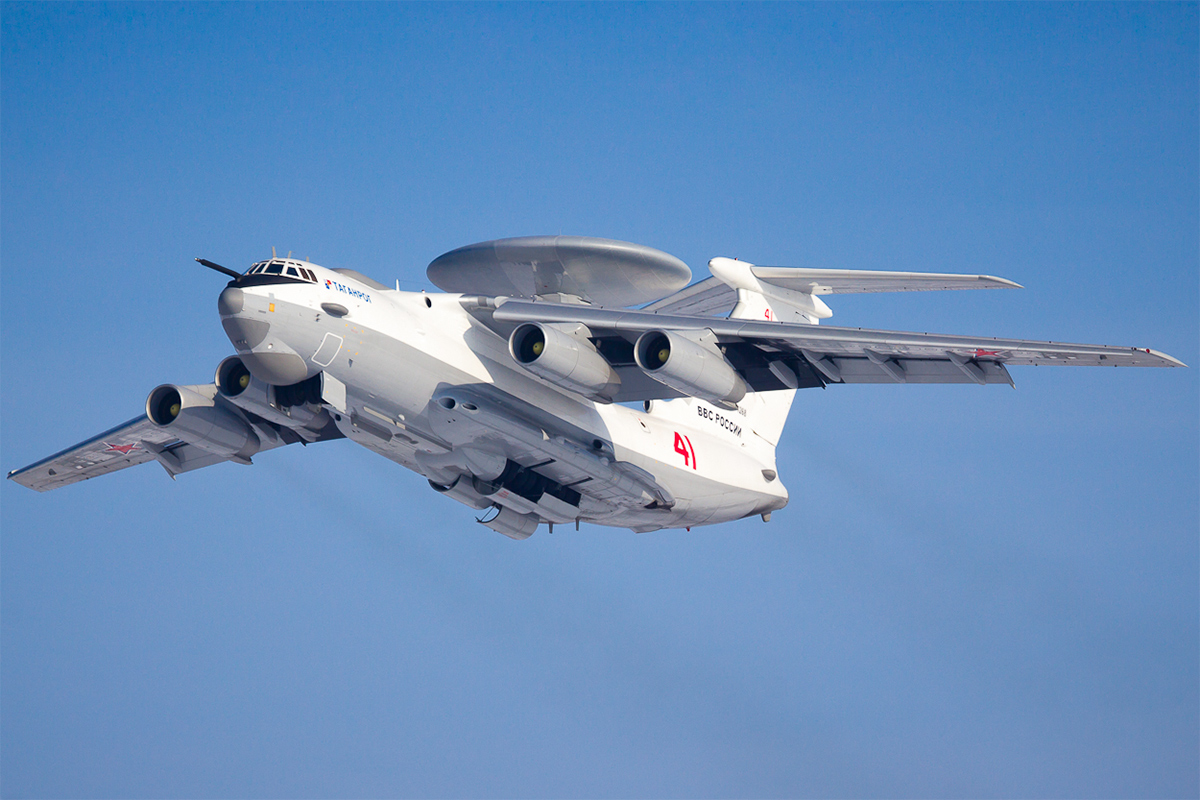

### 15 janvier
Le chef de l'administration militaire ukrainienne de la région de Donetsk, Vadym Filashkine, indique que l'aviation russe a largué environ 250 bombes sur Avdiïvka depuis le 1er janvier.

### 16 janvier
Après un raid de drones ukrainiens sur Voronej, le maire de la ville, Vadim Kstenine (ru), décrète l'état d'urgence.
Selon l'Institute for the Study of War les forces russes progressent en direction d'Heorhiïvka (uk), et au nord de Krinky, oblast de Kherson.
Le ministère de la Défense russe annonce qu'une frappe de précision a détruit un bâtiment à Kharkiv, où, des « mercenaires français » étaient stationnés. Le ministère russe de la Défense déclare que plus de 60 personnes ont été tuées, mais il ne fournit aucune preuve de ces propos. Les autorités de Kharkiv rapportent que deux missiles russes S-300 ont frappé des bâtiments résidentiels et un centre médical, blessant 17 personnes. Le ministère français des Affaires étrangères dément que des mercenaires français combattent sur le territoire de l'Ukraine,.

### 17 janvier
Les forces de défense ukrainiennes ont repoussé 20 attaques russes dans les secteurs de Novobakhmoutivka, de Stepove, d’Avdiïvka, et 15 autres près de Pervomaïsk et de Nevelske, dans la région de Donetsk.

### 18 janvier
Sébastien Lecornu, ministre français de la Défense annonce la fabrication de soixante-dix-huit canons CAESAR, un rapport parlementaire français chiffre à 3,2 milliards d’euros l'aide militaire française.
Un drone volant vers Moscou a été intercepté à Podolsk, le gouverneur (ru) de l'oblast de Belgorod, Viatcheslav Gladkov annonce que sa ville a de nouveau été bombardée.
Selon les cartes de l'ISW, les forces armées russes ont avancé en direction de Bohdanivka et Klichtchiïvka, au nord-est et au sud de Bakhmout et que le village de Veseloye (ukrainien : Веселе), situé au nord de Soledar, oblast de Donetsk, est passé sous le contrôle des forces armées russes

### 19 janvier
En Russie, dans l'oblast de Briansk, une frappe de drones ukrainiens a provoqué un incendie qui a touché quatre réservoirs d'un dépôt pétrolier à Klintsy. L'agence Tass rapporte que l'incendie couvre une superficie d'environ 1 000 mètres carrés. Un autre drone aurait frappé une usine de poudre à canon à Tambov qui se trouve à 419 km au sud-est de Moscou.
Une vidéo montre une attaque orchestrée par un blindé M2 Bradley de la 47e brigade mécanisée ukrainienne qui anéantit un char T-90M russe présenté comme le char blindé comme le meilleur au monde par Vladimir Poutine.

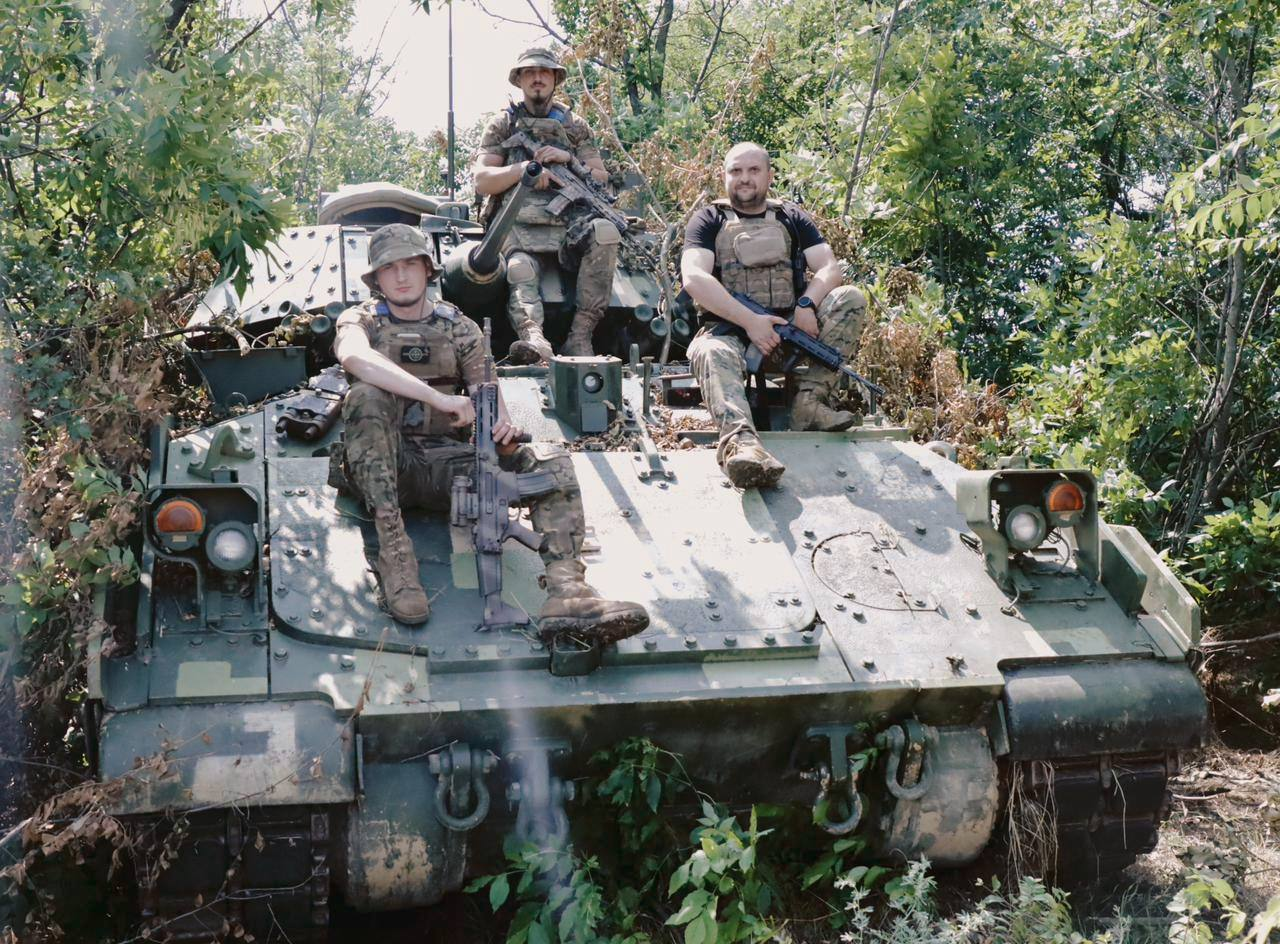
Un M2 Bradley avec un équipage ukrainien de la 47e brigade mécanisée
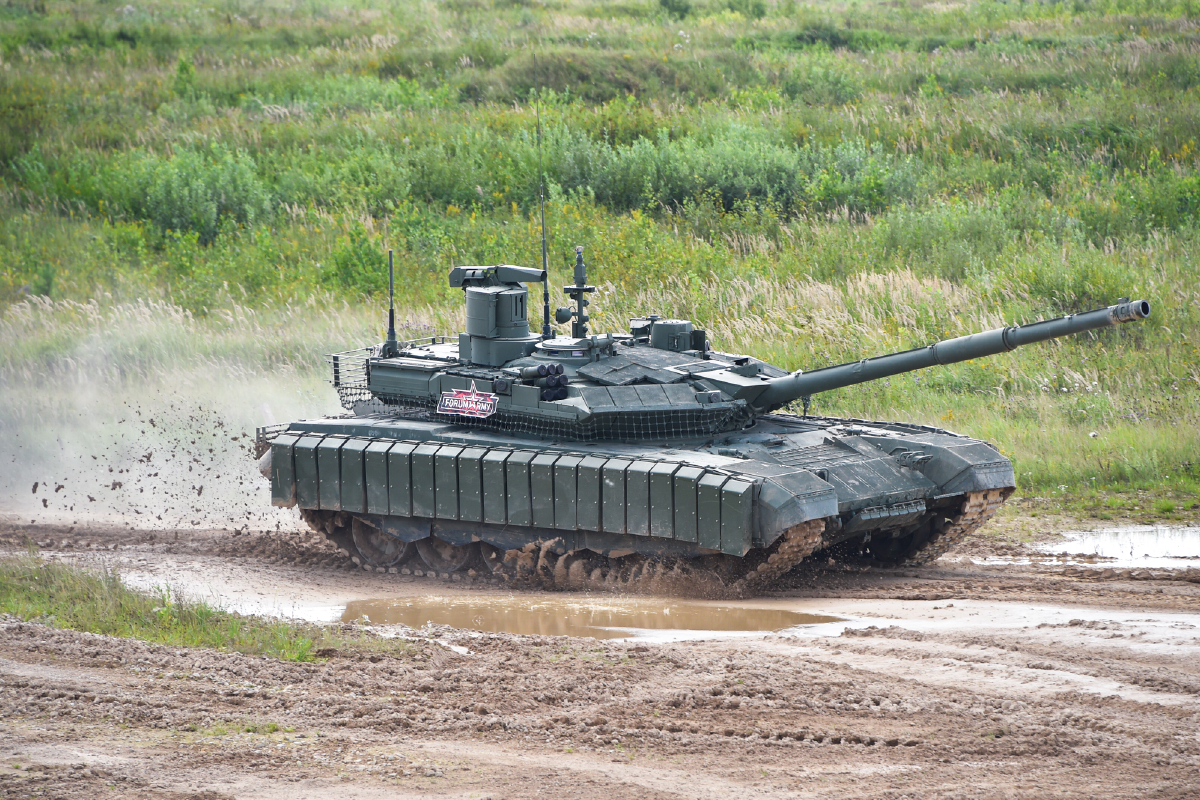
Un T-90M

### 20 janvier
L’Ukraine a placé le dirigeant du Parti communiste ukrainien Petro Symonenko, qui a fui vers la Russie après l’invasion de 2022, sur sa liste de personnes recherchées pour avoir appelé au renversement du gouvernement et justifié l’agression russe.
La Russie déclare qu'elle contrôle le village de Krokhmalne (uk) situé dans l'oblast de Kharkiv.

### 21 janvier
Une attaque de drones ukrainiens a provoqué une explosion dans un terminal de gaz naturel appartenant à Novatek à Oust-Louga, dans l'oblast de Léningrad. Les autorités russes ont déclaré qu'il n'y avait eu aucune victime, mais que deux installations de stockage et une station de pompage avaient été endommagées. Au sud de Moscou, des attaques de drones ont également été signalées à l'usine Shcheglovskiy Val à Toula, qui produit des systèmes de missiles Pantsir, à l'usine aéronautique de Smolensk et dans la région d'Orel. Les responsables russes ont également affirmé que deux missiles ukrainiens et un autre projectile avaient été abattus au-dessus de la Crimée.
Les responsables russes installés à Donetsk ont affirmé qu'une attaque de missile ukrainienne sur un marché dans la banlieue de Tekstilshchik avait tué 27 personnes et en avait blessé 25 autres. Le Groupe opérationnel Tauride a nié toute responsabilité.
Une personne a été tuée par les bombardements russes à Kourakhove, oblast de Donetsk.
L'armée ukrainienne a confirmé la prise du village de Krokhmalne, à 30 kilomètres au sud-est de Koupiansk, oblast de Kharkiv, par les forces russes, tout en affirmant que ces dernières avaient perdu au moins 7 055 soldats dans cette tentative.

### 22 janvier
Trois personnes ont été tuées par des bombardements russes dans les oblasts de Donetsk, Kharkiv et Kherson,,.
Le Premier ministre polonais Donald Tusk s'est rendu à Kyïv pour discuter d'un nouveau programme d'aide à l'Ukraine axé sur la fabrication de « munitions et d'équipements militaires ».
Le jour de l'Unité, le Président Zelensky a signé un décret reconnaissant les régions de Kouban, Starodoub, et d'Ukraine slobodienne en Russie comme historiquement habitées par des Ukrainiens. Le décret exigeait également que le gouvernement ukrainien crée des plans « pour préserver l'identité nationale des Ukrainiens » dans ces régions. Cependant, il n’a établi aucune revendication territoriale à l’égard de la Russie. Le 
Président Zelensky a également proposé une loi autorisant la double nationalité, sauf avec la Russie.

### 23 janvier
La Russie a lancé une série de frappes de missiles sur l’Ukraine, tuant au moins 18 personnes et en blessant 130 autres selon le Président Zelensky. Les forces ukrainiennes ont affirmé avoir intercepté 21 des 42 missiles lancés. Onze personnes et deux chiens ont été tués et au moins 80 autres ont été blessées à Kharkiv. Une personne a été tuée à Pavlohrad tandis qu'au moins 22 autres ont été blessées à Kyïv. Quatre personnes ont été tuées dans la région de Kherson.
Des pirates informatiques du groupe ukrainien BO Team ont lancé une cyberattaque contre le Centre russe de recherche en hydrométéorologie spatiale d'Extrême-Orient "Planeta", basé à Khabarovsk—la plus grande ville de l'Extrême-Orient russe—détruisant 280 serveurs et deux pétaoctets de données utilisées par plusieurs agences gouvernementales russes, ainsi qu'un ensemble numérique évalués à 10 millions de dollars, les logiciels des supercalculateurs de l'installation. La cyberattaque aurait également désactivé les systèmes de climatisation, d'humidification et d'alimentation électrique de secours de l'installation, et mis hors ligne une station stratégique sur l'île bolchevique dans l'Arctique russe.
L'OTAN a annoncé un accord de 1,1 milliard d'euros (1,2 milliard de dollars) pour acheter 220 000 obus d'artillerie de 155 mm afin de reconstituer les stocks épuisés et de soutenir l'Ukraine.

### 24 janvier
Un avion de transport russe Il-76 transportant 74 personnes se serait écrasé à Yablonovo, dans l'oblast de Belgorod, tuant toutes les personnes à bord, dont 65 prisonniers de guerre ukrainiens, selon des responsables russes. L'armée ukrainienne a affirmé que l'avion transportait des missiles S-300. Un porte-parole du HUR a confirmé qu'un échange de prisonniers devait avoir lieu le 24 janvier mais n'a pas eu lieu, ajoutant qu'il vérifiait si des prisonniers de guerre ukrainiens étaient à bord de l'avion. Il a ensuite publié une autre déclaration dans laquelle il accusait les forces russes de ne pas leur avoir conseillé de maintenir l’espace aérien dégagé. La BBC a considéré cette déclaration comme une « reconnaissance tacite » du fait que l’Ukraine avait abattu l’avion.
Le maire d'Avdiivka a déclaré que les forces russes avaient réussi à pénétrer pour la première fois dans la partie sud de la ville, mais qu'elles avaient été chassées par les forces ukrainiennes. Une frappe de roquette russe à Hirnyk, oblast de Donetsk, à proximité, a tué deux personnes.
La Russie a affirmé avoir abattu sept drones au-dessus des oblasts d’Oryol, Briansk et Belgorod.
L'Allemagne a annoncé qu'elle livrerait six hélicoptères Sea King MK41 désaffectés lors de son premier transfert d'hélicoptères à l'Ukraine. Le Canada a annoncé un programme d'aide militaire de 20 millions de dollars, comprenant 10 bateaux semi-rigides fabriqués par Zodiac et une formation en anglais pour les pilotes de F-16.

### 25 janvier
Selon l'Ukraine, la Russie a lancé 14 drones et cinq missiles dans le sud du pays. 11 drones ont été abattus, blessant deux personnes à Odessa. Des bâtiments résidentiels et industriels de la ville ont également été endommagés.
En Russie, un dépôt pétrolier à Touapsé, dans le kraï de Krasnodar, a pris feu. Les habitants ont signalé plusieurs drones dans les airs avant et après l'incendie. L'incendie a été circonscrit sans faire de victimes.
BBC News Russian a rapporté que la Russie avait progressivement abandonné sa pratique consistant à accorder la grâce présidentielle aux prisonniers qui acceptaient de combattre en Ukraine et leur offrait plutôt une libération conditionnelle et les envoyait au front jusqu'à la fin de la guerre, citant des témoignages de combattants et de leurs proches.
Un tribunal de Moscou a déclaré coupable le commandant séparatiste du Donbass, Igor Girkin, alias Strelkov, d'extrémisme et l'a condamné à quatre ans d'emprisonnement pour avoir qualifié Poutine de « lâche » à cause de sa conduite de la guerre en Ukraine. Un tribunal de Saint-Pétersbourg a condamné Darya Trepova à 27 ans d'emprisonnement pour son implication dans un attentat à la bombe qui a tué le blogueur militaire proguerre Vladlen Tatarsky et en a blessé 42 autres en 2023 et qui, selon la Russie, avait été orchestré par les services de renseignement ukrainiens.

### 26 janvier
La France a livré deux lance-roquettes LRU à l'Ukraine.
Un avion de transport militaire russe Il-76 s'écrase dans la région de Belgorod avec environ 60 personnes à bord

### 27 janvier
L'ISW, citant des blogueurs russes, a rapporté que l'armée russe avait pris le village de Tabaivka, à 20 kilomètres au sud-est de Koupiansk, ce que l'Ukraine a démenti.
Les autorités ukrainiennes ont affirmé que deux frères et sœurs avaient été abattus par un groupe de sabotage russe qui s'était infiltré dans un village de Khotin, dans l'oblast de Soumy.
Une personne a été tuée par une frappe de drone à Beryslav, oblast de Kherson.
Le HUR a affirmé avoir détruit « l'intégralité de l'infrastructure informatique » de la société IPL Consulting, qui fournit des services à l'industrie lourde et au complexe militaro-industriel russe, lors d'une cyberattaque.
Le SBU a annoncé avoir découvert une corruption dans le cadre d’un achat d’armes par l’armée ukrainienne d’une valeur d’environ 1,5 milliard de hryvnias (40 millions de dollars), signé en 2022, mais qu’aucune des armes promises n’est arrivée. Il a indiqué que cinq hauts responsables du ministère de la Défense et dirigeants du fournisseur d'armes Lviv Arsenal faisaient l'objet d'une enquête, et qu'un suspect était en détention après avoir été appréhendé alors qu'il tentait de quitter le pays.

### 28 janvier
La Grèce a accepté de transférer vers l’Ukraine des missiles de défense aérienne et des canons antiaériens jugés obsolètes par son armée.
Le quartier général ukrainien de coordination pour le traitement des prisonniers de guerre a subi une cyberattaque de pirates russes, limitant l'accès à ses serveurs. Un communiqué a lié l'attaque au crash de l'avion de transport russe soupçonné de transporter des prisonniers de guerre ukrainiens le 24 janvier.

### 29 janvier
Trois personnes ont été tuées et une autre blessée par des bombardements russes à Znob-Novhorodske, dans la région de Soumy.
En Russie, le gouverneur de l'oblast de Yaroslavl a affirmé qu'un drone avait été abattu par les défenses aériennes près de la raffinerie de pétrole Slavneft-Yanos lors de la première attaque de ce type dans la région depuis le début de la guerre.
Un tribunal ukrainien a condamné un soldat russe à la prison à vie pour avoir détenu illégalement trois civils et abattu deux d'entre eux à Haivoron, dans l'oblast de Tchernihiv, en 2022.

### 30 janvier
L'armée ukrainienne déclare avoir attaqué une station radar russe à Rozdolné, dans le nord-ouest de la Crimée.
Le HUR affirme avoir désactivé le serveur de communications spécial du ministère russe de la Défense lors d'une cyberattaque.
L'agence Reuters rapporte que l'Ukraine a reçu ses premières bombes GLSDB fabriquées par Boeing.

### 31 janvier
Un drone s'écrase sur le terrain de la raffinerie de pétrole « Nevsky Mazut » à Saint-Pétersbourg, provoquant une explosion et un incendie. Selon le média Fontanka.ru (ru) un système de missile sol-air russe S-400 a tiré sur le drone qui aurait volé pendant une demi-heure avant de s’écraser sur le terrain de la raffinerie « Nevsky Mazout ».
Un autre drone aurait été abattu au-dessus de l'oblast de Pskov, limitrophe des pays baltes.

### Février 2024
Pour les événements suivants, voir Chronologie de l'invasion de l'Ukraine par la Russie (février 2024).